# 多瑙河畔伊布斯
多瑙河畔伊布斯（德语：Ybbs an der Donau）是奧地利的城鎮，位於該國東北部伊布斯河畔，由下奧地利州負責管轄，始建於1317年，面積23.82平方公里，海拔高度224米，2012年人口5,602。

## 外部連結
- （德文） R.-k. The Parish of Ybbs an der DonauArchive.today的存檔，存档日期2012-12-06
- （意大利文） Bobbio, Italy（页面存档备份，存于）